# 胀囊薹草
胀囊薹草（学名：Carex vesicaria）为莎草科薹草属的植物。分布于朝鲜、北美洲、欧洲、俄罗斯、蒙古、日本以及中国大陆的黑龙江、辽宁、吉林、内蒙古等地，生长于海拔150米至2,000米的地区，一般生于河边、沼泽、湖边等潮湿地以及草甸，目前尚未由人工引种栽培。